# Juliet Kabera
Pour les articles homonymes, voir Kabera.
 (avril 2024).
La mise en forme du texte ne suit pas les recommandations de Wikipédia : il faut le « wikifier ».
Les points d'amélioration suivants sont les cas les plus fréquents. Le détail des points à revoir est peut-être précisé sur la page de discussion.
- Les titres sont pré-formatés par le logiciel. Ils ne sont ni en capitales, ni en gras.
- Le texte ne doit pas être écrit en capitales (les noms de famille non plus), ni en gras, ni en italique, ni en « petit »…
- Le gras n'est utilisé que pour surligner le titre de l'article dans l'introduction, une seule fois.
- L'italique est rarement utilisé : mots en langue étrangère, titres d'œuvres, noms de bateaux, etc.
- Les citations ne sont pas en italique mais en corps de texte normal. Elles sont entourées par des guillemets français : « et ».
- Les listes à puces sont à éviter, des paragraphes rédigés étant largement préférés. Les tableaux sont à réserver à la présentation de données structurées (résultats, etc.).
- Les appels de note de bas de page (petits chiffres en exposant, introduits par l'outil «  Source ») sont à placer entre la fin de phrase et le point final[comme ça].
- Les liens internes (vers d'autres articles de Wikipédia) sont à choisir avec parcimonie. Créez des liens vers des articles approfondissant le sujet. Les termes génériques sans rapport avec le sujet sont à éviter, ainsi que les répétitions de liens vers un même terme.
- Les liens externes sont à placer uniquement dans une section « Liens externes », à la fin de l'article. Ces liens sont à choisir avec parcimonie suivant les règles définies. Si un lien sert de source à l'article, son insertion dans le texte est à faire par les notes de bas de page.
- La présentation des références doit suivre les conventions bibliographiques. Il est recommandé d'utiliser les modèles {{Ouvrage}}, {{Chapitre}}, {{Article}}, {{Lien web}} et/ou {{Bibliographie}}. Le mode d'édition visuel peut mettre en forme automatiquement les références.
- Insérer une infobox (cadre d'informations à droite) n'est pas obligatoire pour parachever la mise en page.

Pour une aide détaillée, merci de consulter Aide:Wikification.
Si vous pensez que ces points ont été résolus, vous pouvez retirer ce bandeau et améliorer la mise en forme d'un autre article.
 (avril 2024).
Juliet Kabera est une scientifique et fonctionnaire rwandaise, nommée en 2020 directrice générale de l'Autorité rwandaise de gestion de l'environnement. Kabera occupait auparavant le poste de directrice général de l'environnement et du changement climatique au ministère de l'Environnement.

## Éducation
Kabera a obtenu en 2002 un licence en sciences, avec spécialisation en biochimie, de l'Université Makerere en 2002. En juin 2020, elle a obtenu une maîtrise en conservation de l'African Leadership University. ainsi qu'une maîtrise en santé publique de l'Université d'agriculture et de technologie Jomo Kenyatta.

## Carrière
En 2020 était une directrice général de l'Autorité rwandaise de gestion de l'environnement , Kabera occupait auparavant le poste de directrice général de l'environnement et du changement climatique au ministère de l'Environnement. De 2019 à 2020, elle a été la présidente du comité exécutif du Fonds multilatéral du Protocole de Montréal.
En 2022, Kabera était la représentant national à la 5e Assemblée des Nations Unies pour l'environnement (UNEA), élaborant un projet de loi pour l'élimination des plastiques . Elle s'est prononcée en faveur d'un traité mondial sur les plastiques, ainsi que sur l'importance du tri des déchets pour le recyclage,. Lors de la COP28, elle a de nouveau plaidé en faveur d’un traité mondial pour éliminer les déchets plastiques . Elle a également appelé à davantage d’investissements dans les initiatives visant à purifier l’air au Rwanda  .
The New Times l'a décrite en 2023, en affirmant que sa  direction, avait contribué aux efforts du Rwanda dans la lutte contre le changement climatique et la promotion d'une gestion durable de l'environnement.